# كلة جوب (إيوان)
كلة جوب (بالفارسية: کله‌جوب) هي قرية تقع في قسم نبوت الريفي (مقاطعة إيوان) في إيران. يقدر عدد سكانها بـ 703 نسمة .